# 1980年夏季残疾人奥林匹克运动会冰岛代表团
1980年夏季残疾人奥林匹克运动会冰岛代表团是冰岛派出的1980年夏季残疾人奥林匹克运动会代表团。获得1枚金牌和1枚铜牌。